# (4825) Ventura
(4825) Ventura (1988 CS2) – planetoida z pasa głównego asteroid okrążająca Słońce w ciągu 3,38 lat w średniej odległości 2,25 j.a. Odkryta 11 lutego 1988 roku.